# مونه (استان اوپوله)
مونه (به لهستانی: Młyny) یک منطقهٔ مسکونی در لهستان است که در گمینا رودنگکی واقع شده‌است. مونه ۳۳۱ نفر جمعیت دارد.